# Lukașove, Romnî
Lukașove (în ucraineană Лукашове) este un sat în comuna Bobrîk din raionul Romnî, regiunea Sumî, Ucraina.

## Demografie
Componența lingvistică a localității Lukașove
     Ucraineană (94,12%)
     Rusă (5,88%)
Conform recensământului din 2001, majoritatea populației localității Lukașove era vorbitoare de ucraineană (94,12%), existând în minoritate și vorbitori de rusă (5,88%).